# Pfarrkirche Zillingtal

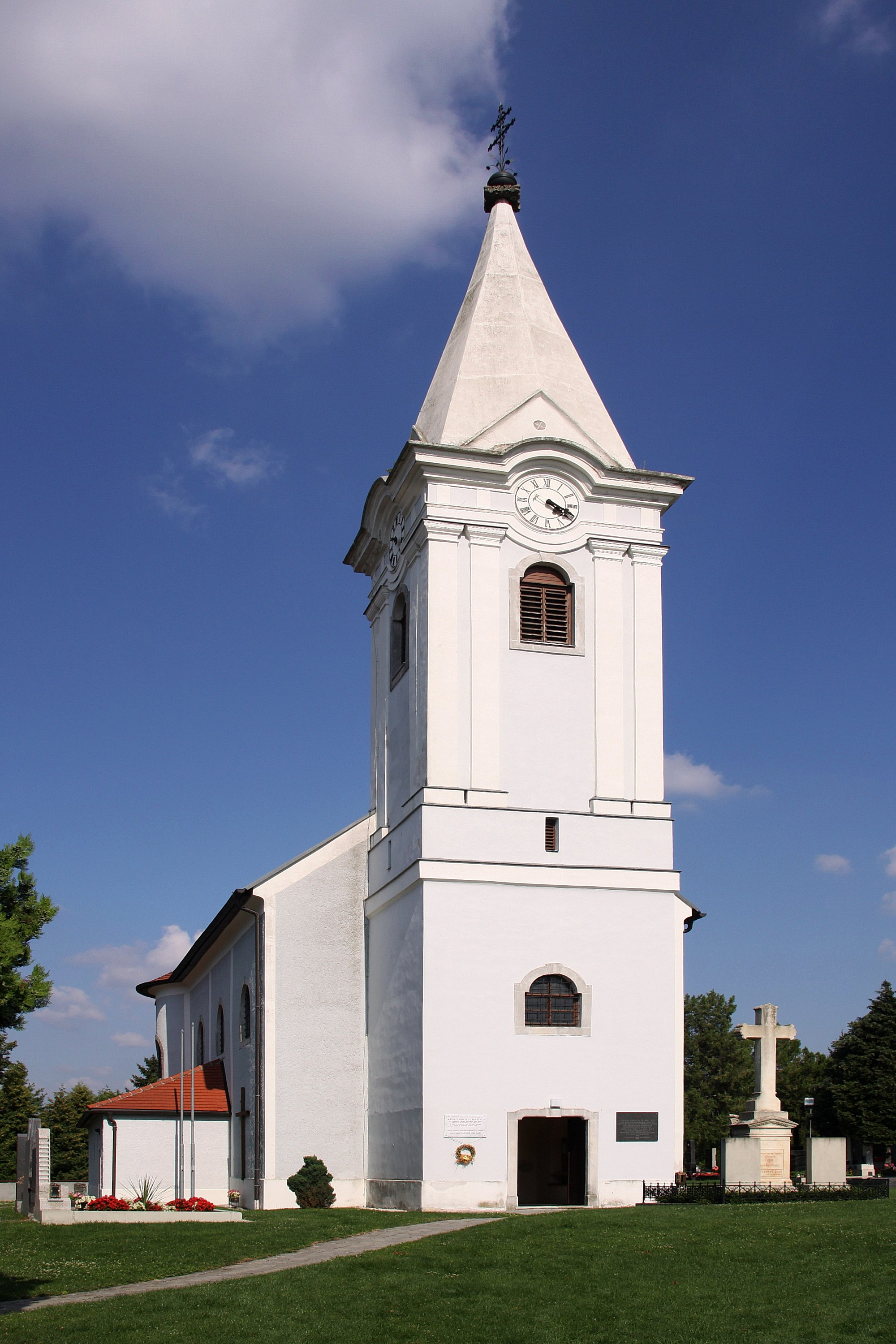
Kath. Pfarrkirche Hll. Peter und Paul in Zillingtal

Die römisch-katholische Pfarrkirche Zillingtal steht in erhöhter Lage abseits des Ortes in der Gemeinde Zillingtal im Bezirk Eisenstadt-Umgebung im Burgenland. Die Pfarrkirche Peter und Paul gehört zum Dekanat Trausdorf in der Diözese Eisenstadt. Die Kirche steht unter Denkmalschutz (Listeneintrag).

## Geschichte

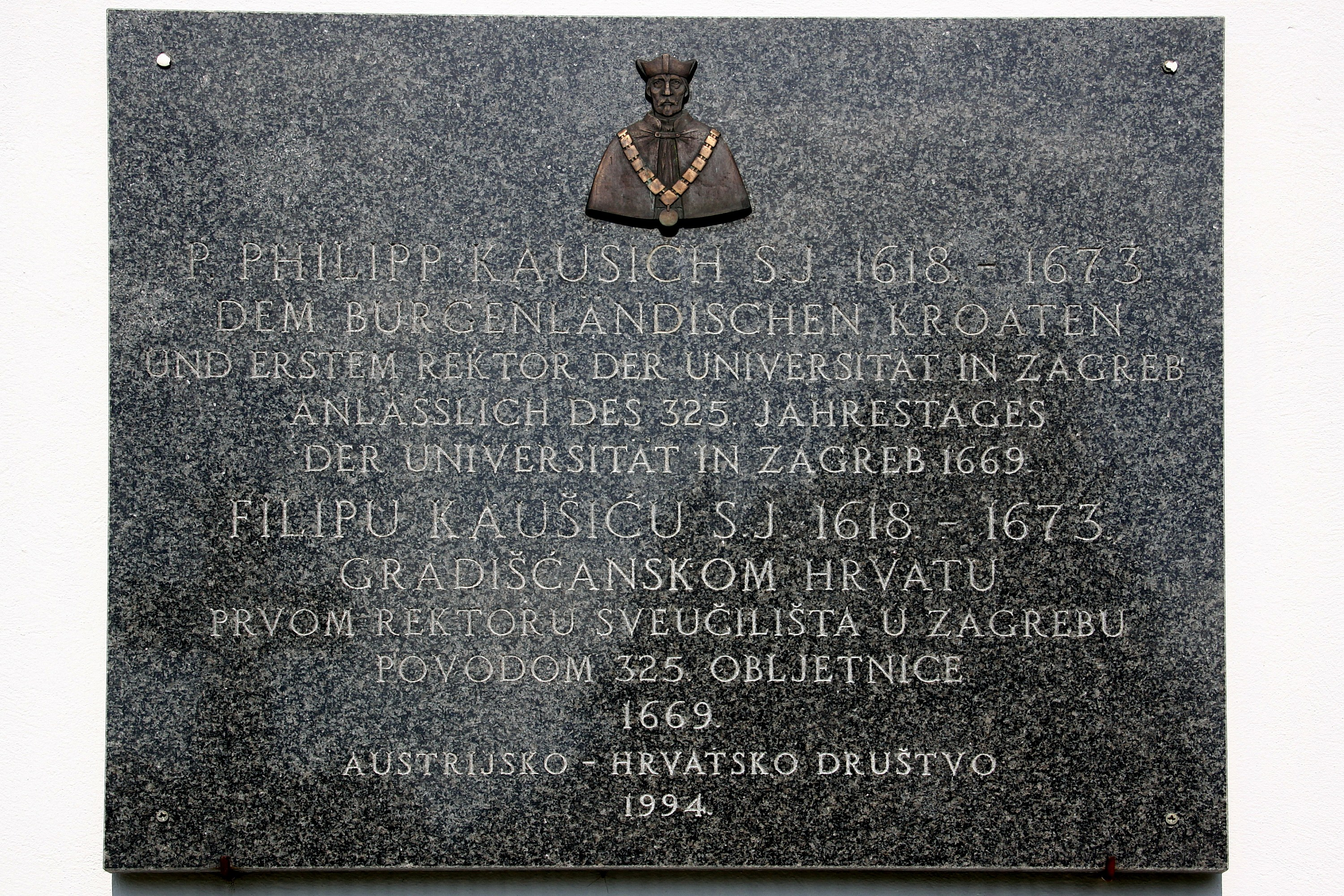
Gedenktafel aus 1994 zu Philipp Kausich / Filipu Kausicu (1618–1673), erster Rektor der Universität Zagreb

Die Kirche in einem alten Friedhof wurde 1593 urkundlich genannt. Der Kirchenneubau aus 1659 wurde 1666 geweiht und im Türkenkrieg (1683) verwüstet und 1696 neu gewölbt und renoviert. Mit der Jahresangabe 1747 an der Apsiswand wurde der Chor umgebaut. Im 19. Jahrhundert waren Renovierungen. 1958 war eine Restaurierung. In der Kirche wurde 1994 an Pater Philipp Kausich SJ / Pater Filipu Kausicu SJ (1618–1673) als ersten Rektor der Universität Zagreb erinnert.

## Architektur
Der große Barockbau hat einen zweigeschoßigen Westturm mit einem steinernen Pyramidenhelm aus 1747. Die Fassade der Kirche ist mit Faschen gegliedert. Der Chor wird mit drei flachrund geschlossenen Konchen gebildet. Die Sakristei ist im Norden angebaut. Das dreijochige Langhaus mit einer Flachdecke zeigt doppelt geführte Unterzüge auf ionischen Doppelpilastern. Die Westempore auf einem gedrückten Tonnengewölbe hat eine gebauchte geschweifte Brüstung mit aufgelegten Stuckfeldern. Der einjochige Chor mit Seitenkonchen hat eine Flachdecke und gekehlte Pilaster.

## Ausstattung
Der Hochaltar aus der ersten Hälfte des 18. Jahrhunderts ist ein Säulenaltar mit Opfergangsportalen und trägt die Seitenfiguren der hll. Könige Stephan und Ladislaus innen und die hll. Elisabeth und Barbara außen und im Aufsatz Gottvater im Strahlenkranz. Das Altarbild Schlüsselübergabe zeigt die Jahresangabe 1837 einer Restaurierung und ist mit einem Rahmen mit Zopfdekor aus dem vierten Viertel des 18. Jahrhunderts gerahmt. Der Hochaltar mit einem Rokoko-Tabernakel zeigt das Wappen der Esterházy.
Die Seitenaltäre aus der zweiten Hälfte des 18. Jahrhunderts sind baugleich. Der linke Seitenaltar zeigt das Altarbild Tod des hl. Joseph und trägt die Seitenfiguren Anna und Joachim. Der rechte Seitenaltar zeigt das Altarbild Johannes Nepomuk und trägt die Seitenfiguren Johannes der Täufer und Johannes Evangelist und zeigt im Aufsatz eine Zunge im Strahlenkranz und davor eine Herz-Jesu-Statue.
Die Kanzel ist aus der Mitte des 18. Jahrhunderts und zeigt am runden Korb die Reliefs Guter Hirte, Sturm und Bekehrung des Paulus und Rokokodekor. Der Taufstein mit einer Buckelschale auf einem birnenförmigen Baluster ist aus der ersten Hälfte des 18. Jahrhunderts.
An der Südwand ist ein Epitaph aus rotem Marmor zu Christoforus de Wachtel, gest. 1751.
Eine Glocke goss Johann Georg Koechel in Ödenburg (1794). Die Orgel stammt aus dem Priesterseminar in Wien und wurde 1995 von Orgelbauer Herbert Gollini erbaut.